# Aishu Cinderella
Aishu Cinderella (哀愁しんでれら?), noto anche con il titolo internazionale The Cinderella Addiction, è un film del 2021 scritto e diretto da Ryohei Watanabe.

## Trama
In un solo giorno, la giovane Koharu Fukuura si ritrova a dover affrontare la morte del nonno, l'arresto del padre per guida sotto effetto di droghe, l'incendio della propria casa e la fine del rapporto con il fidanzato, che la stava tradendo con una collega. Disperata per avere perso tutto quello che aveva, trova una luce nell'incontro con l'affascinante medico Daigo Izumisawa, il quale dopo essere rimasto vedovo sta crescendo da solo la sua bambina di otto anni. Daisuke le si dichiara, senza sapere che per mantenere quello stato di apparente felicità la donna è pronta letteralmente a tutto, e anche all'omicidio.

## Distribuzione
In Giappone la pellicola è stata distribuita dalla Klock Worx a partire dal 5 febbraio 2021.